# هيتمان 2: سايلنت أساسين
هيتمان 2: سايلنت أساسين (بالإنجليزية: Hitman 2: Silent Assassin)‏ هي لعبة من نوع تسلل ، تصويب منظور الشخص الثالث ، تصويب منظور الشخص الأول. صدرت في عام 2002 و هي متوفرة لـ ويندوز ، بلاي ستيشن 2 ، إكس بوكس ، جيم كيوب ، و هي من تطوير آي أو إنتراكتيف و نشر شركة إيدوس إنترأكتيف.

## وصلة خارجية
- هيتمان 2: سايلنت أساسين على موقع IMDb (الإنجليزية)
- هيتمان 2: سايلنت أساسين على موقع أول موفي (الإنجليزية)

- الموقع الرسمي
 (archived from the original)